# Afraflacilla risbeci
Afraflacilla risbeci là một loài nhện trong họ Salticidae.
Loài này thuộc chi Afraflacilla. Afraflacilla risbeci được Lucien Berland & Millot miêu tả năm 1941.